# Ladislav Vlodek
Ladislav Vlodek (9. února 1907 Ostrava – 7. července 1996 Hranice) byl český sochař, malíř a grafik polského původu.

## Biografie
Ladislav Vlodek se narodil v Ostravě a vystudoval zahradnictví. Spolu s rodinou poté odcestoval do Spojených států amerických. V roce 1922 spolu s rodinou přesídlil zpět do nedávno vzniklého Československa, nejprve do Prahy a poté do Hranic. Od roku 1925 studoval Vlodek na Uměleckoprůmyslové fakultě, kde studoval pod vedením profesora Karla Štípla. Po zbytek života žil potom v Hranicích.

## Dílo

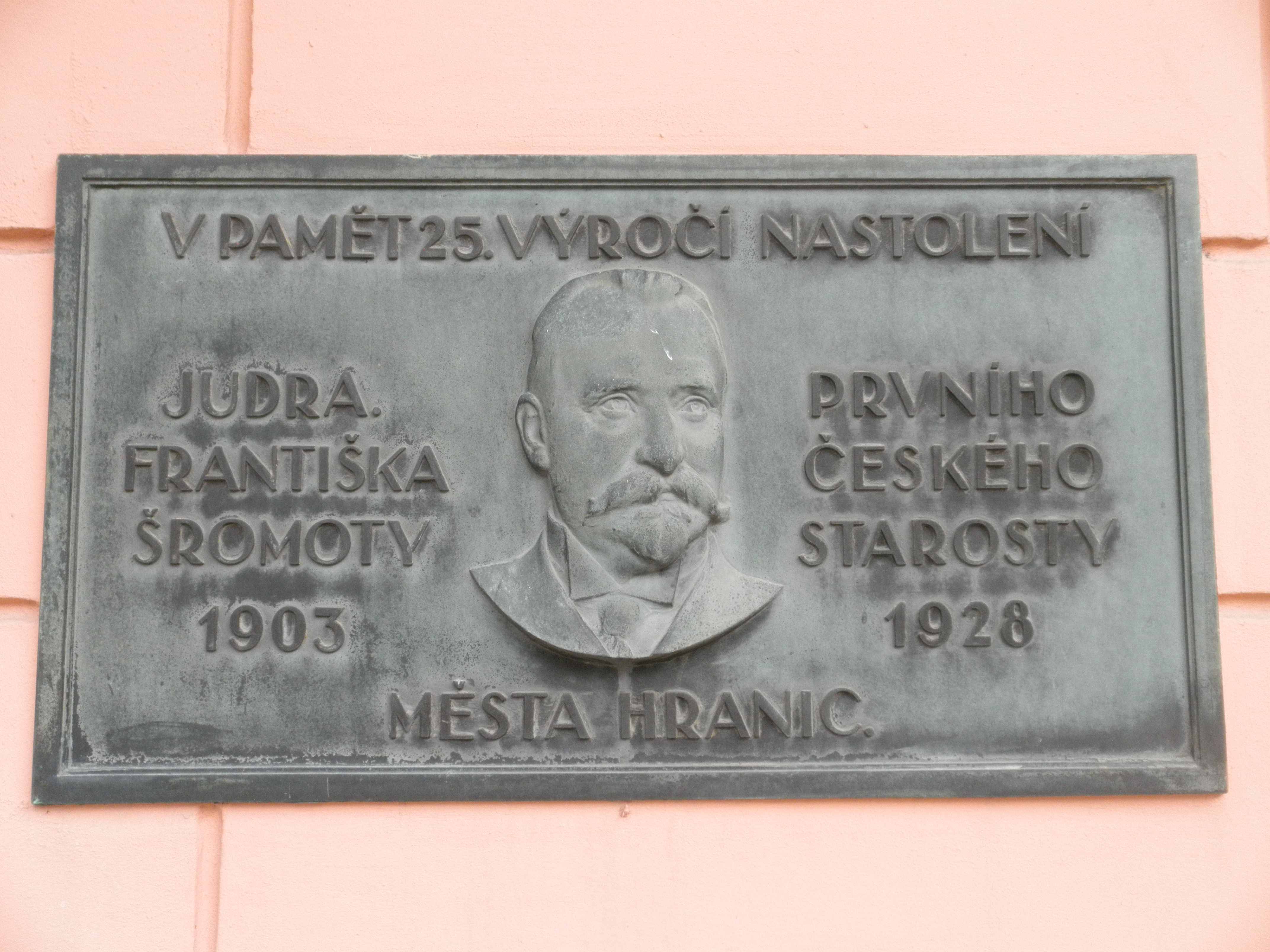
Pamětní desku Františka Šromoty na radnici v Hranicích vytvořil Ladislav Vlodek v roce 1928.

Jeho sochy vznikaly v realistickém duchu, inspirovány byly antickými motivy. Sochařství se věnoval především do druhé světové války, po skončení konfliktu u něj převažovala především tvorba v oblasti malby a grafiky.